# (35005) 1979 MY3
(35005) 1979 MY3 es un asteroide perteneciente al cinturón de asteroides, descubierto el 25 de junio de 1979 por Eleanor F. Helin y el también astrónomo Schelte John Bus desde el Observatorio de Siding Spring, Nueva Gales del Sur, Australia.

## Designación y nombre
Designado provisionalmente como 1979 MY3.

## Características orbitales
1979 MY3 está situado a una distancia media del Sol de 2,560 ua, pudiendo alejarse hasta 2,991 ua y acercarse hasta 2,129 ua. Su excentricidad es 0,168 y la inclinación orbital 6,558 grados. Emplea 1496,20 días en completar una órbita alrededor del Sol.

## Características físicas
La magnitud absoluta de 1979 MY3 es 15,2.